# Jairo Arias
Jairo Arias Serna, né le 2 novembre 1938 en Colombie, est un footballeur international colombien, qui évoluait au poste d'attaquant.

## Biographie

### Carrière en club
Avec le club de Santa Fe, il remporte un championnat de Colombie.

### Carrière en sélection
Avec l'équipe de Colombie, il joue neuf matchs (pour aucun but inscrit) entre 1959 et 1963.
Il figure dans le groupe des sélectionnés lors de la Coupe du monde de 1962. Lors du mondial organisé au Chili, il joue un match contre l'Uruguay.
Il participe également à la Copa América de 1963.

## Palmarès
Santa Fe
- Championnat de Colombie (1) :
  - Champion : 1960.